# Анила Вилмс
Анила Вилмс (на албански: Anila Wilms) е албанска журналистка и писателка на произведения в жанра трилър. Живее и твори в Германия.

## Биография и творчество
Анила Вилмс е родена през 1971 г. в Тирана, Албания. Израства в албанското пристанище Дуръс. Откъм майчината си страна я произхожда от семейство на богати и политически влиятелни бейове, които след 1945 г. са обявени врагове на комунистическия режим и чиято собственост е експроприирана.
В периода 1989 –1993 г. следва история и филология в университета в Тиранския университет. Като стипендиант на Германската служба за академичен обмен отива в през 1994 г. и оттогава живее там като писател и публицист.
Първият ѝ роман „Vrasje në rrugën e veriut“ (Убийство на северния път) е издаден през 2007 г. През 2012 г. е преиздаден в неин превод на немски език като „Албанският петрол или убийство на Северния път“. Романът е базиран на исторически изследвания. Историята се развива през пролетта на 1924 г. когато двама американци са убити на моста на река Дрожа, на малък планински път в Северна Албания, край Мамурас. Единият от убитите е син на американски сенатор, което предизвиква дипломатическа криза, а слуховете свързват тяхното присъствие там с наличие на богати петролни ресурси в района. Романът е определен като „екзотичен, бурлескен епизод от историята на младата албанска нация под формата на политически трилър“. Той съчетава няколко жанра – криминален роман, исторически и политически роман и трилър. Оценен е високо от германската критика и получава наградата „Аделберт фон Шамисо“ и наградата на Щутгарт за криминален роман през 2013 г., а писателката получава стипендия „Комбург“ през 2014 г.
Анила Вилмс живее в Берлин.

## Произведения

### Самостоятелни романи
- Vrasje në rrugën e veriut (2007) – издадена и като „Das albanische Öl oder Mord auf der Straße des Nordens“ (2012)